# TRADO-BUS

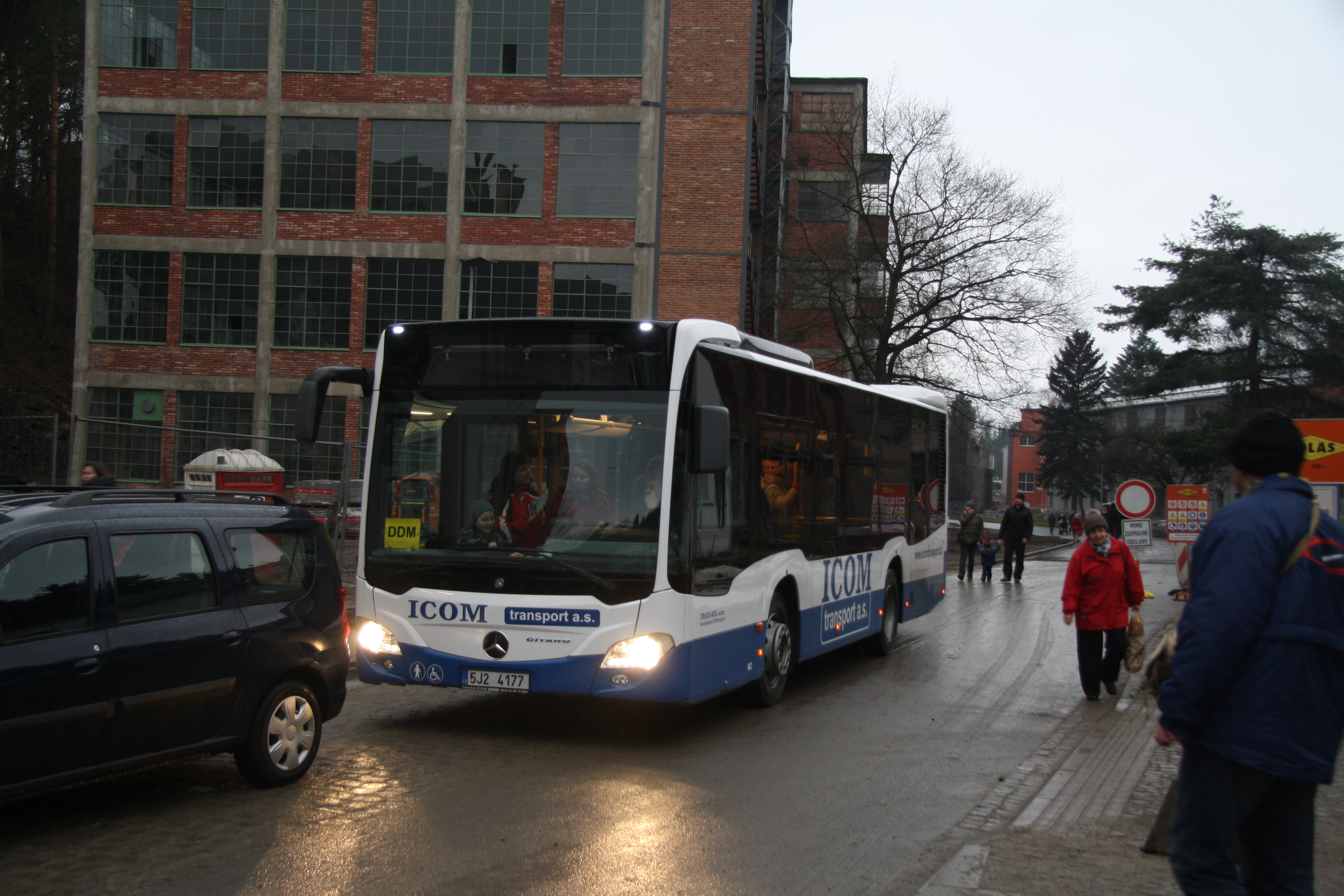
Mercedes-Benz Citaro

TRADO-BUS, s.r.o. je dopravce se sídlem v Třebíči. Provozovny má také v Moravských Budějovicích, Náměšti nad Oslavou a v Rosicích u Brna.
Společnost působí primárně v kraji Vysočina ale některé linky zajíždí i do Jihomoravského kraje.

## Historie
Společnost TRADO-BUS vznikla z původního podniku ČSAD Třebíč. V roce 1997 získal majoritní podíl v této společnosti ICOM transport.